# Microregione di Livramento do Brumado
Livramento do Brumado è una microregione dello Stato di Bahia in Brasile, appartenente alla mesoregione di Centro-Sul Baiano.

## Comuni
Comprende 5 municipi:
- Dom Basílio
- Érico Cardoso
- Livramento de Nossa Senhora
- Paramirim
- Rio do Pires